# Prša
Prša, ungarisch Perse ist eine Gemeinde im Süden der Slowakei mit 182 Einwohnern (Stand 31. Dezember 2024). Sie gehört zum Okres Lučenec, einem Kreis des Banskobystrický kraj, und ist zugleich Teil der traditionellen Landschaft Novohrad.

## Geografie

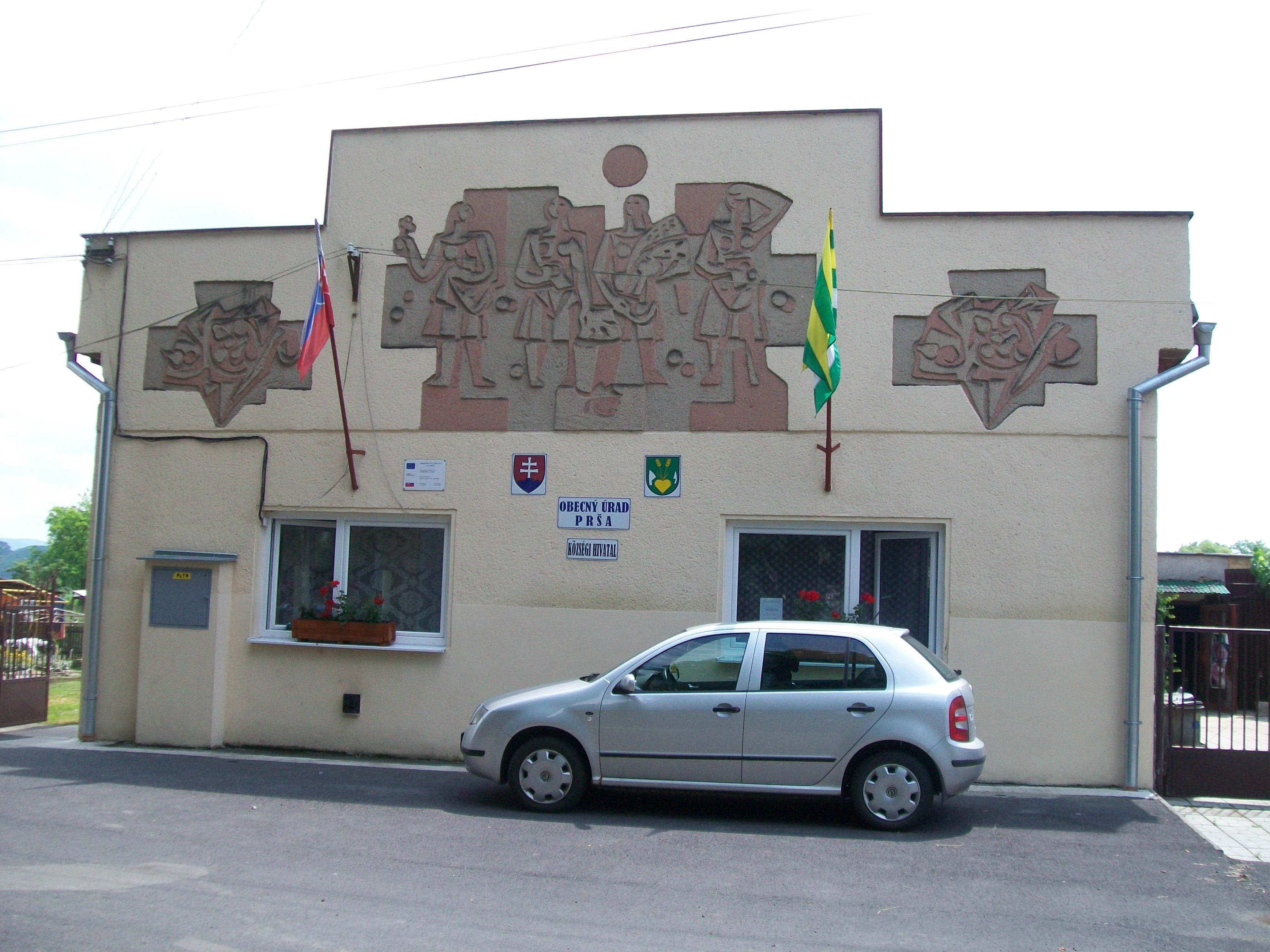
Gemeindeamt von Prša

Die Gemeinde befindet sich im südöstlichen Teil des Talkessels Lučenská kotlina, einer Untereinheit der Juhoslovenská kotlina, auf rechtsseitiger Flurterrasse der Suchá im Einzugsgebiet des Ipeľ. Das Ortszentrum liegt auf einer Höhe von 184 m n.m. und ist viereinhalb Kilometer von Fiľakovo sowie 12 Kilometer von Lučenec entfernt.
Nachbargemeinden sind Buzitka im Norden und Osten, kurz Fiľakovo im Südosten, Fiľakovské Kováče im Süden und Nitra nad Ipľom im Westen und Nordwesten.

## Geschichte

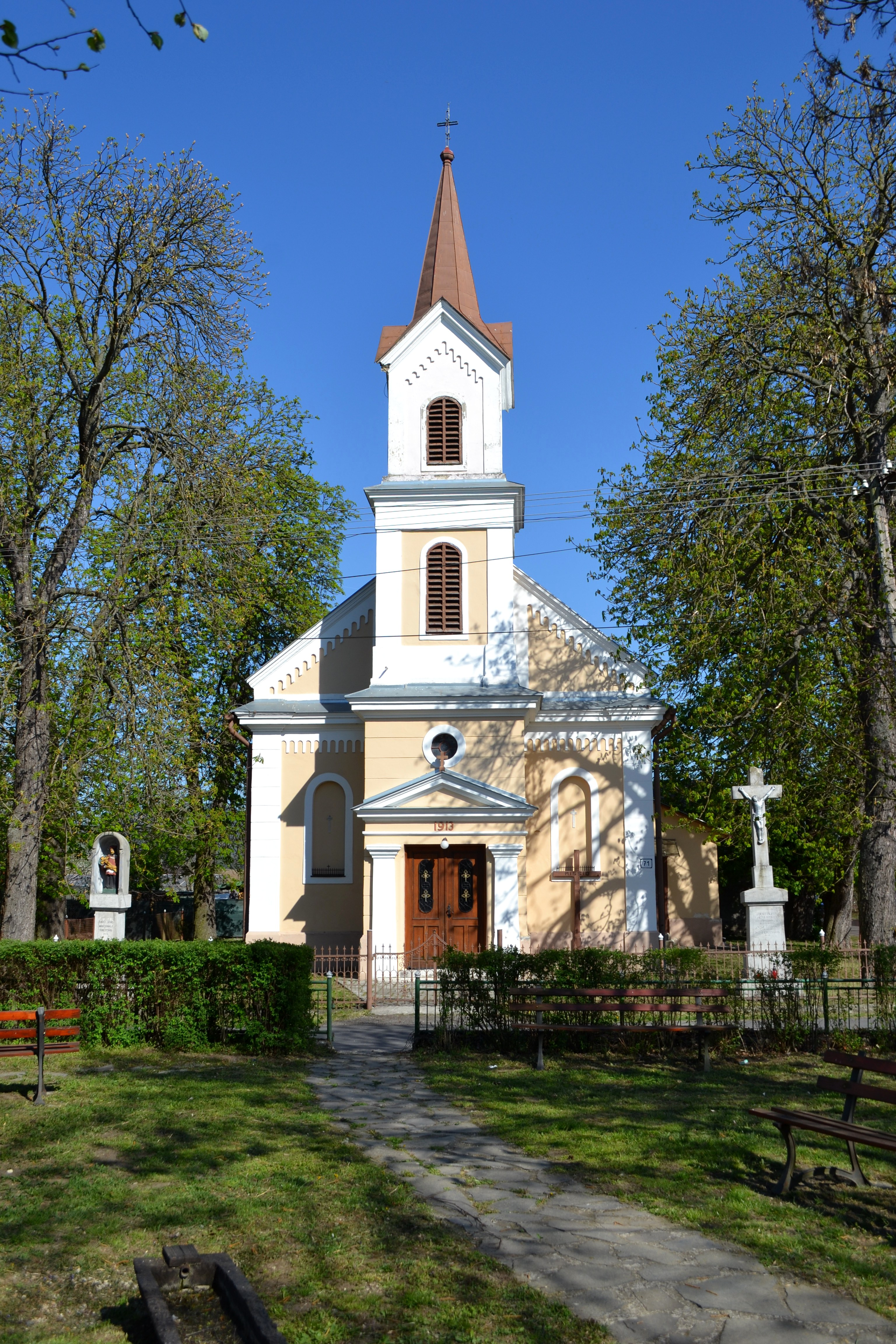
Kirche im Ort

Prša wurde zum ersten Mal 1439 als Perzehaza schriftlich erwähnt und war Besitz des Landadels. Im frühen 16. Jahrhundert kam es zur Teilung in zwei Ortsteile, zwischen 1554 und 1593 stand das Gebiet unter türkischer Besetzung. Gegen 1655 wurde das Dorf in Kriegswirren zerstört und nach 1670 als Weiler wieder aufgebaut. 1725 wurde Prša wieder selbständig. 1828 zählte man 25 Häuser und 237 Einwohner, die als Landwirte beschäftigt waren. Im 19. Jahrhundert gab es ein Großgut der Familie Coburg.
Bis 1918/1919 gehörte der im Komitat Neograd liegende Ort zum Königreich Ungarn und kam danach zur Tschechoslowakei beziehungsweise heute Slowakei. Auf Grund des Ersten Wiener Schiedsspruchs lag er von 1938 bis 1944 noch einmal in Ungarn. 1957 wurde ein Teil des Gemeindegebietes zur neuen Gemeinde Buzitka abgetreten.

## Bevölkerung
| Jahr                | 1994 | 2004    | 2014    | 2024     |
| ------------------- | ---- | ------- | ------- | -------- |
| Anzahl der Personen | 207  | 188     | 204     | 182      |
| Unterschied         |      | −9,17 % | +8,51 % | −10,78 % |

| Jahr                | 2023 | 2024    |
| ------------------- | ---- | ------- |
| Anzahl der Personen | 188  | 182     |
| Unterschied         |      | −3,19 % |

Gemäß der Volkszählung 2011 wohnten in Prša 197 Einwohner, davon 140 Magyaren, 33 Slowaken und ein Tscheche. 23 Einwohner machten keine Angabe zur Ethnie.
160 Einwohner bekannten sich zur römisch-katholischen Kirche, sieben Einwohner zur Evangelischen Kirche A. B. und ein Einwohner zu den Zeugen Jehovas. Bei 29 Einwohnern wurde die Konfession nicht ermittelt.

## Bauwerke und Denkmäler
- römisch-katholische Kirche Maria vom Rosenkranz im neoromanischen Stil aus dem Jahr 1913[6]

## Verkehr
In Prša gibt es eine Haltestelle an der Bahnstrecke Salgótarján–Vrútky (Teilstrecke Fiľakovo–Zvolen). Durch den Ort verläuft die Straße 3. Ordnung 2669, die bei Fiľakovské Kovače an die Straße 1. Ordnung 71 angeschlossen ist.